# Kilij Ali Beg
Kilik Ali Beg fou atalik de Khulm sota sobirania afganesa des d'una data desconeguda cap al final del segle xviii fins a la seva mort el 1817.
Entre 1751 i 1753 Balkh i altres dominis uzbeks al sud de l'Oxus foren ocupats pels afganesos d'Ahmad Shah Durrani. Shah Murad de Bukharà va intentar recuperar la zona el 1786 sense èxit. En aquest temps les tribus dels uzbeks que poblaven la regió van intentar afermar una certa independència, amb notable èxit a Khulm, al sud-oest de Balkh, sota Kilij Ali Beg que portava el títol uzbek d'atalik concedit per l'emir afganès i estava encarregat de la defensa de la frontera nord de l'Afganistan. Si bé era vassall de l'emir, tenia completa autonomia interna.
Kilij Ali es va apoderar dels districtes veïns de Ibak o Haybak, Ghuri, Mozaur, Derraguz i altres i va derrotar a Allah Berdi Tauz, el kan uzbek de Kurgan o Khurgan que havia ocupat el districte d'Hazrat Imaum del que fou expulsat. Llavors es va aliar al cap uzbek de Kunduz, que tot i que dominava un territori més extens i tenia més recursos, va esdevenir de fet el seu delegat i només formalment un aliat igual; Kilij Ali es va casar amb la seva filla i així a més del seu aliat fou el seu gendre. Va utilitzar la seva influència a Kabul per obtenir ascendència sobre el sirdar Nejibullah Khan, fill d'Hukomet Khan, que governava la ciutat de Balkh i dependències en nom de l'emir de l'Afganistan, i que al final del segle xviii era com un protegit de Kilij Ali Beg; aquest darrer exercia una mena de poder superior a tota la regió tot i que el seu territori tribal era relativament petit. Va imposar la seva influència o control a tota la província excepte a Talikan.
Dels seus ingressos de 30000 rupies, un terç anava a Kabul i la resta es repartia entre els seus kohneh nuker o antics servidors, en les donacions religioses, en subvencions a escoles i mestres de religió, en pensions diverses, i en despeses del govern. Kilij Ali fou lleial a l'emir afganès i tenia una bona reputació pel seu govern ordenat i just; tenia un exèrcit de 12.000 homes dels quals 2.000 eren pagats directament per ell i la resta eren soldats feudals de les tribus que donaven serveis militars a canvi de terres; disposava a més de 5.000 homes de Kunduz. Els seus ingressos, descomptades les despeses e l'exèrcit, eren unes 19.000 lliures; el seu fill gran, al que l'emir de l'Afganistan havia concedit el títol de wali de Balkh, tenia una assignació de 9000 lliures any de l'emir afganès. Kilij era un home guapo, sense barba amb només uns cabells grisos a la barbeta, ulls petits, front ample i vestimenta tradicional uzbek, i al cap gorra amb dos turbants; cada dia donava audiència durant dues hores després de posar-se el sol assegut en una estora sense coixins ni flocs. Tractava qualsevol afer però els temes jurídics els remetia al cadi. Els lladres no eren condemnats a mort però eren exhibits penjats en una paret al mig de la plaça del mercat; els lladres de camins i els assassins eren sempre executats; passejava pels mercats i examinava les botigues i productes comprovant els pesos i els canvis; el passeig el feia a peu i no a cavall perquè no volia estar a més altura que altres creients. S'assegura que era molt honest.
El 1812 l'historiador Izzetullah va visitar Khulm quan hi governava Kilij Ali. El 1814 el deposat Zaman Shah de l'Afganistan va obtenir autorització de Mahmud Shah de l'Afganistan per visitar la tomba d'Ali a Balkh i fou rebut hospitalàriament per Kilij Ali; després de la visita Zaman Shah va anar a Bukharà on l'emir Shah Murad es va casar amb la seva filla i li va prometre conquerir Balkh per donar-li com a possessió personal, però després fou empresonat i va haver de fugir a Pèrsia i a la Meca, i la promesa mai es va complir (Zaman va morir el 1844). Kilik Beg es creu que va morir el 1817.
Van seguir violentes intrigues a la família fomentades per Murad Biy de Kunduz (1815 - 1846). Kilik va deixar tres fills, i el gran fou enverinat; Khulm va quedar per un dels altres, Baba Beg, i el tercer fill, Muhammad Amin (Moorcroft l'esmente com Muhammad Ahmed) va rebre Ibak, en l'autoritat del qual es va incloure Balkh i dependències; aquest tenia uns 24 anys el 1824 quean Moorcroft el va visitar així que el 1817 tenia uns 17 anys; Baba beg era més gran i tenia el 1817 uns 28 anys. A diferència de la situació anterior, els dos sobirans foren subjectes de Murad Biy (Murad Beg) de Kunduz.